# Masanakuppe, Heggadadevankote
Masanakuppe là một làng thuộc tehsil Heggadadevankote, huyện Mysore, bang Karnataka, Ấn Độ.